# باسل غطاس
باسل غطاس (بالعبرية: באסל גטאס؛ ولد في 23 مارس 1956) سياسي من عرب إسرائيل، رجل أعمال وحاصل على الدكتوراه في الهندسة البيئية، شغل منصب عضو كنيست عن حزب التجمع الوطني الديمقراطي بين الاعوام 2013-2015، وانتخب ضمن القائمة المشتركة عام 2015.
في 20 ديسمبر 2016، بثت وسائل الاعلام تسجيل له خلال محاولة تهريب هواتف خلوية لاسرى امنيين فلسطينيين، في 17 مارس 2017 قدمت ضده لائحة اتهام مما اضطره للاستقالة من الكنيست، ضمن صفقة مع الادعاء قبل بعقوبة السجن لمدة سنتين والتي بدأت في 2 يوليو 2017.
باسل غطاس هو سياسيّ عربيّ إسرائيليّ. شغل منصب عضو الكنيست الـ19 والكنيست الـ20 نيابة عن حزب التجمّع الذي كان جزءا من القائمة المشتركة. حاصل على شهادة الدكتوراه في الهندسة البيئيّة، رجل أعمال وشخصيّة عامة في الوسط العربيّ المسيحيّ في إسرائيل.

## حياته
من مواليد قرية الرامة لعائلة مسيحية عربية في 23 مارس 1956، متزوج من سوسن مويس غطاس وله ابنة. حاصل على ماجستير في إدارة الأعمال من جامعة نورث وسترن في شيكاغو، وعلى الدكتوراه في الهندسة البيئية من معهد التخنيون في حيفا.
نشط في السياسة منذ جيل مبكر، في صفوف الشبيبة الشيوعية والحزب الشيوعي والجبهة الديمقراطية للسلام والمساواة، وكان ناشطا في الحركة الطلابية للطلاب العرب في الجامعات الإسرائيلية، والتي أختير رئيساً لها عام 1973. عمل مديراً لجمعية الجليل التي ساهم من خلالها في تأسيس أول مركز أبحاث علوم تطبيقية عربي في إسرائيل. كما ويعتبر أحد مؤسسي صندوق الجليل في بريطانيا، وقد قدم الصندوق مئات المنح للطلاب الجامعيين العرب في إسرائيل.
عام 1983 انتخب عضوا ونائبا لرئيس مجلس الرامة المحلي لمدة خمس سنوات.
تم اختياره في العام 2007 من قبل مجلة الماركر الشهرية الإسرائيلية ضمن قائمة مائة شخصية مؤثرة في البلاد.
أسس بعد العام 2007 مكتبا خاصا للاستشارات الاقتصادية، وأطلق مجلة «مالكم» الاقتصادية التي أحدثت حراكا قويا في قطاع العمل والأعمال والاقتصاد العربي.
وصل باسل غطاس إلى الكنيست لأول مرة في انتخابات عام 2013 عن حزب التجمع الوطني الديمقراطي الذي كان انتقل إلى صفوفه مع تأسيسه عام 1995 وشغل مناصب عديدة في هيئاته القيادية. في 2015، وبعد تحالف القوائم العربية في إسرائيل تحت القائمة المشتركة، أدرج في المرتبة الـ11 في القائمة التي حازت على 13 مقعد ليتم انتخابه للمرة الثانية عضو للكنيست.
- ماجستير في إدارة الأعمال - ماجستير في إدارة الأعمال في البرنامج المشترك لجامعة نورث وسترن وجامعة تل أبيب
- دكتوراة في الهندسة البيئيّة من التخنيون، معهد إسرائيل للتكنولوجيا، حيفا.
والده مدرس تاريخ وناشط شيوعيّ. بدأ نشاطه السياسيّ في سنّ المراهقة، ساهم مع ابن عمه عزمي بشارة في تأسيس اللجنة الوطنيّة لطلاب المدارس الثانويّة العربيّة.
في عام 1974، بدأ دراسة الهندسة البيئيّة في التخنيون، وكان أحد مؤسسي لجنة الطلاب العرب.
في عام 1978، عندما كان يبلغ من العمر 22 عامًا فقط، انتخب في مجلس مستوطنات راما نيابة عن الحزب الشيوعيّ. وفي عام 1983، كان نائبًا لرئيس المجلس المحلي، نيابة عن هذا الفصيل.
في نهاية الفترة في عام 1989 عاد إلى دراسته في التخنيون.
تخرّج غطاس من برنامج فولبرايت: في عام 2000 حصل على منحة "هامبري" ودرس في جامعة ماريلاند.

## حياته السياسيّة
خلال الثمانينيات، كان من بين نشطاء الحزب الشيوعيّ الذين جادلوا بضرورة اتّخاذ خطّ حاسم تجاه الاتحاد السوفيتيّ. لم يقبل هذا النهج في الحزب، وتم طرده منه في عام 1990. في عام 1992، كان أحد مؤسّسي حركة "تحالف المساواة" التي لم تدم طويلاً، وفي عام 1995 كان أحد مؤسّسي التجمع. في العام نفسه أنهى دراسته وحصل على الدكتوراة في الهندسة البيئيّة من التخنيون.
بعد الانتهاء من دراسته،  عيّن مديرًا تنفيذيًا لجمعية الجليل، التي تعمل وسط الجمهور العربي الإسرائيلي في مجالات الصحة العامّة، والصرف الصحيّ، الزراعة،  جودة البيئة، وغيرها من المجالات ذات الصلة. وخلال فترة عمله كرئيس تنفيذي للجمعية، تم إنشاء مركز للأبحاث والتطوير في شفاعمرو، حيث قام ببيع المنتجات التي طورها، وساعد في إنشاء جمعيات أكثر في الوسط العربيّ، بما في ذلك جمعية عدالة، عتيجه، ومواطنون من أجل البيئة في الجليل.
في عام 2007 استقال من منصبه في جمعية الجليل وتحوّل إلى الأعمال الخاصة. بدأ بنشر "مالكوم"، المجلة الاقتصادية الأولى في المنطقة العربيّة. وهو عضو في مجلس أمناء كلية بيت بيرل الأكاديميّة.

## قضية التهريب
في 20 ديسمبر / كانون الأول 2016، اُستجوب بموجب تحذير وجهته إليه شرطة إسرائيل، بعد أن  ضُبط وهو يهرّب مغلفات تحتوي على 12 هاتفًا خلويًّا وموادّ أخرى لسجناء أمنيّين في سجن كتسيعوت، بمن فيهم وليد دقّة، بينما كان يستغل حصانته البرلمانيّة ليتهرّب من التفتيش الأمنيّ على بوابات السجن.
بعد يومين، رفعت الكنيست حصانته، وقامت الشرطة باعتقاله، وبعد خمسة أيام أرسل إلى السجن المنزليّ بتصريح للخروج للعمل في الكنيست.
في 2 كانون الثاني 2017، قرّرت لجنة الأخلاقيّات في الكنيست عزله من لجان الكنيست والمناقشات العامّة لمدّة ستة أشهر .
في 5 يناير أطلق سراحه من السجن المنزليّ وتقرر تقديم لائحة اتهام ضده.
في 16 آذار 2017، وقّع غطاس على اتّفاق إدعاء  يستقيل بموجبه من الكنيست ويُحكم عليه بالسجن لمدّة عامين، بالإضافة إلى إدانته بالتشهير.
في 17 آذار 2017، تم تقديم لائحة اتهام ضده وفي 21 آذار 2017 قدّم استقالته من الكنيست.
في 21 آذار 2017، ادانته المحكمة بجرائم الاحتيال وخيانة الأمانة، وتوفير وسائل لارتكاب عمل إرهابيّ، وإدخال أجهزة إلكترونيّة إلى السجن وتسليمها، وتسليم رسالة ممنوعة بموجب مرسوم السجن، و فيما بعد حُكم عليه بالسجن لمدّة عامين وغرامة مالية قدرها 120 ألف شيكل ووصم بوصمة العار.
في 2 تموز 2017، بدأ بتنفيذ عقوبته في سجن جلبوع، في أيار 2019 ، أطلق سراحه.